# Arbanasi (Veliko Tarnovo)
Pour les articles homonymes, voir Arbanasi.
 (mai 2018).
Arbanasi (en bulgare: Арбанаси) est un village bulgare de l'oblast de Veliko Tarnovo.

## Géographie
La ville est située sur le plateau danubien, les collines Arbanashko bardo.

## Histoire
Arbanassi commence avec le document écrit le plus tôt - la gorge magnifique de Suleyman de 1538, qui donne les terres des établissements actuels. Arbanassi mentionne également l'évêque catholique de Sofia Petar Bogdan Bacchic, qui visita Turnovo en 1640. Il note qu'il y a une ville sur le sommet de la montagne, d'où vous pouvez voir un ensemble de Turnovo et il y a environ 1000 maisons.

## Éducation
En 1779, la première école grecque dans les terres bulgares a été ouverte à Arbanassi.

## Galerie

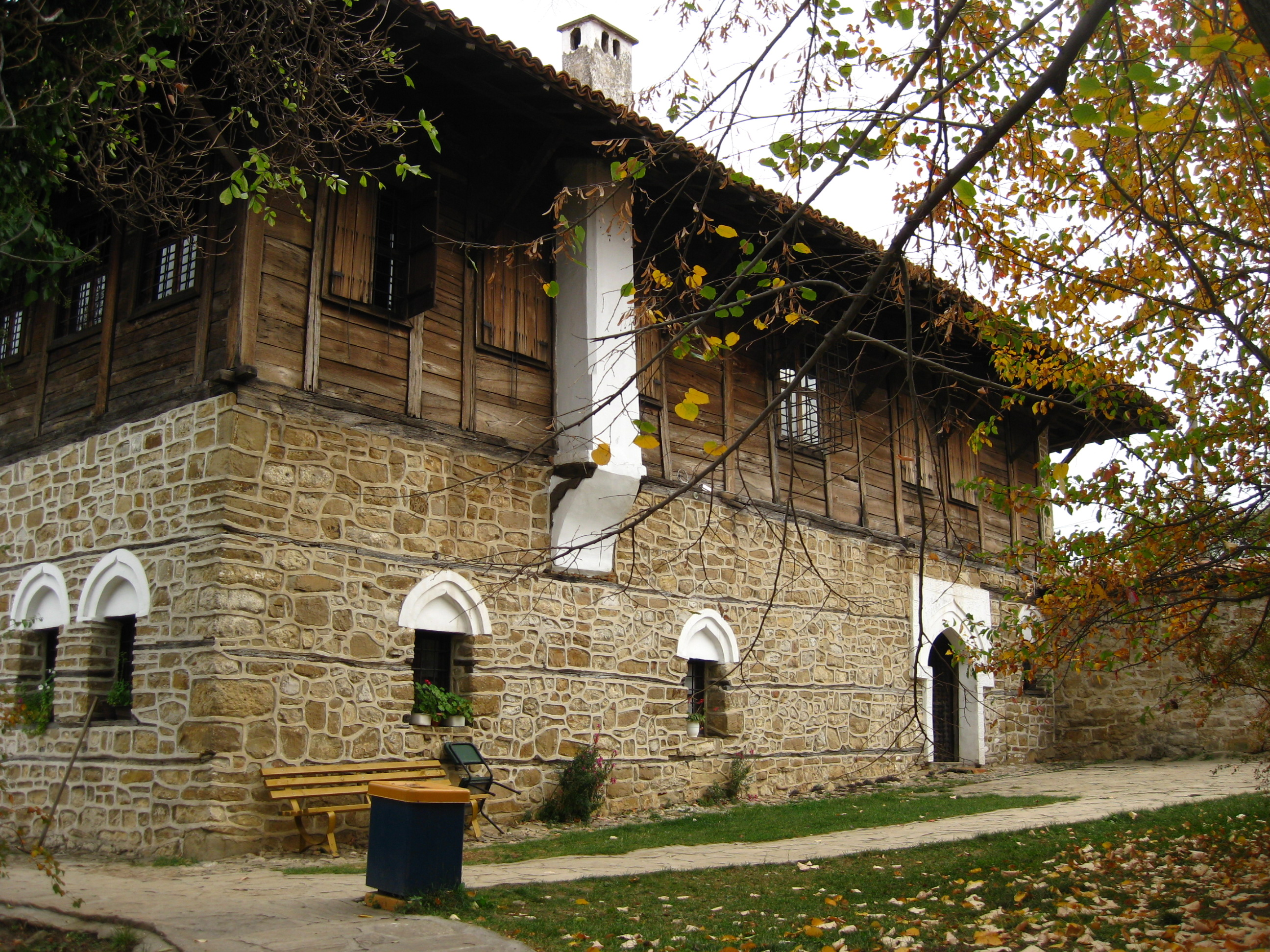
maison
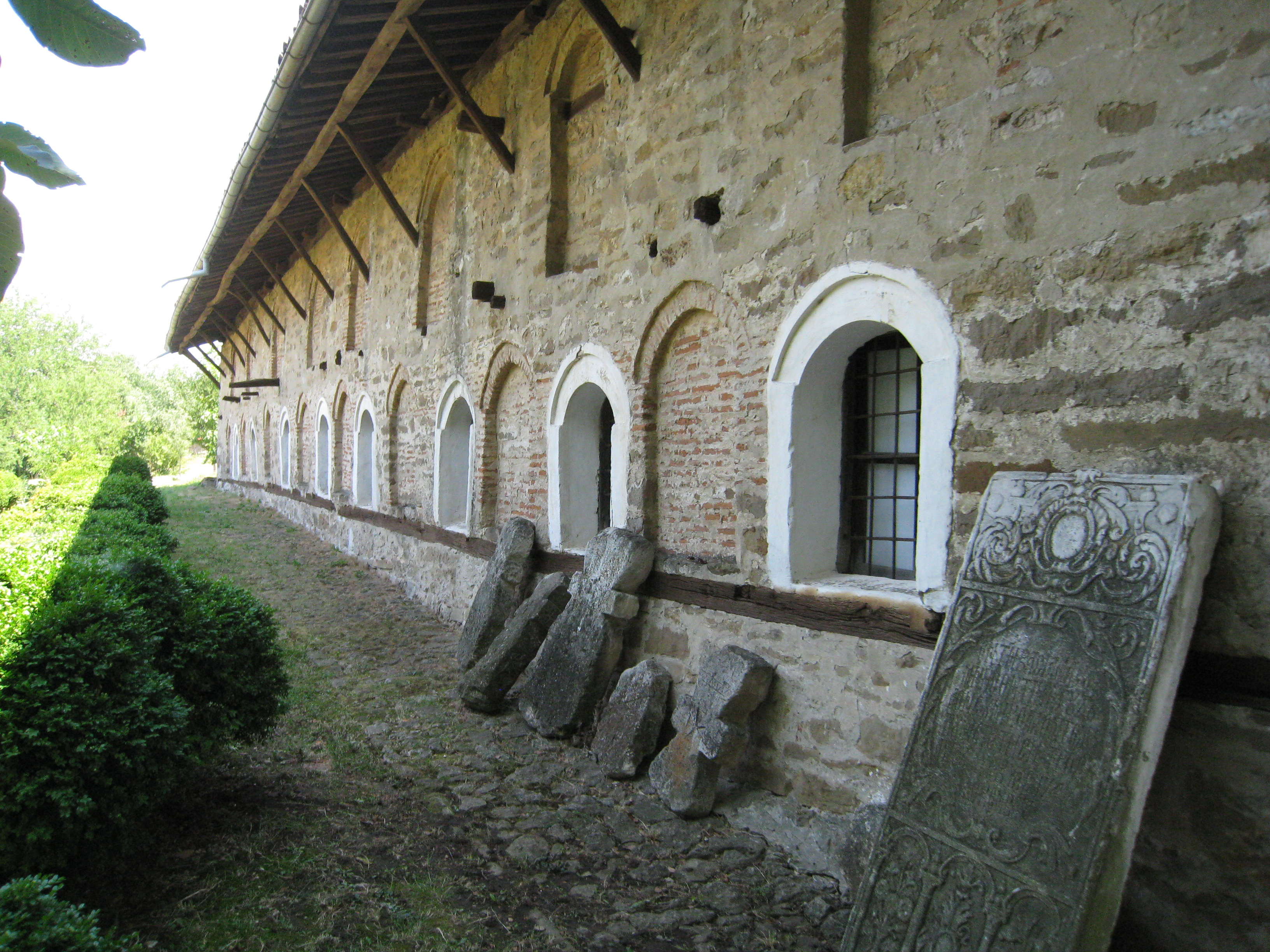
Église "Nativité du Christ"
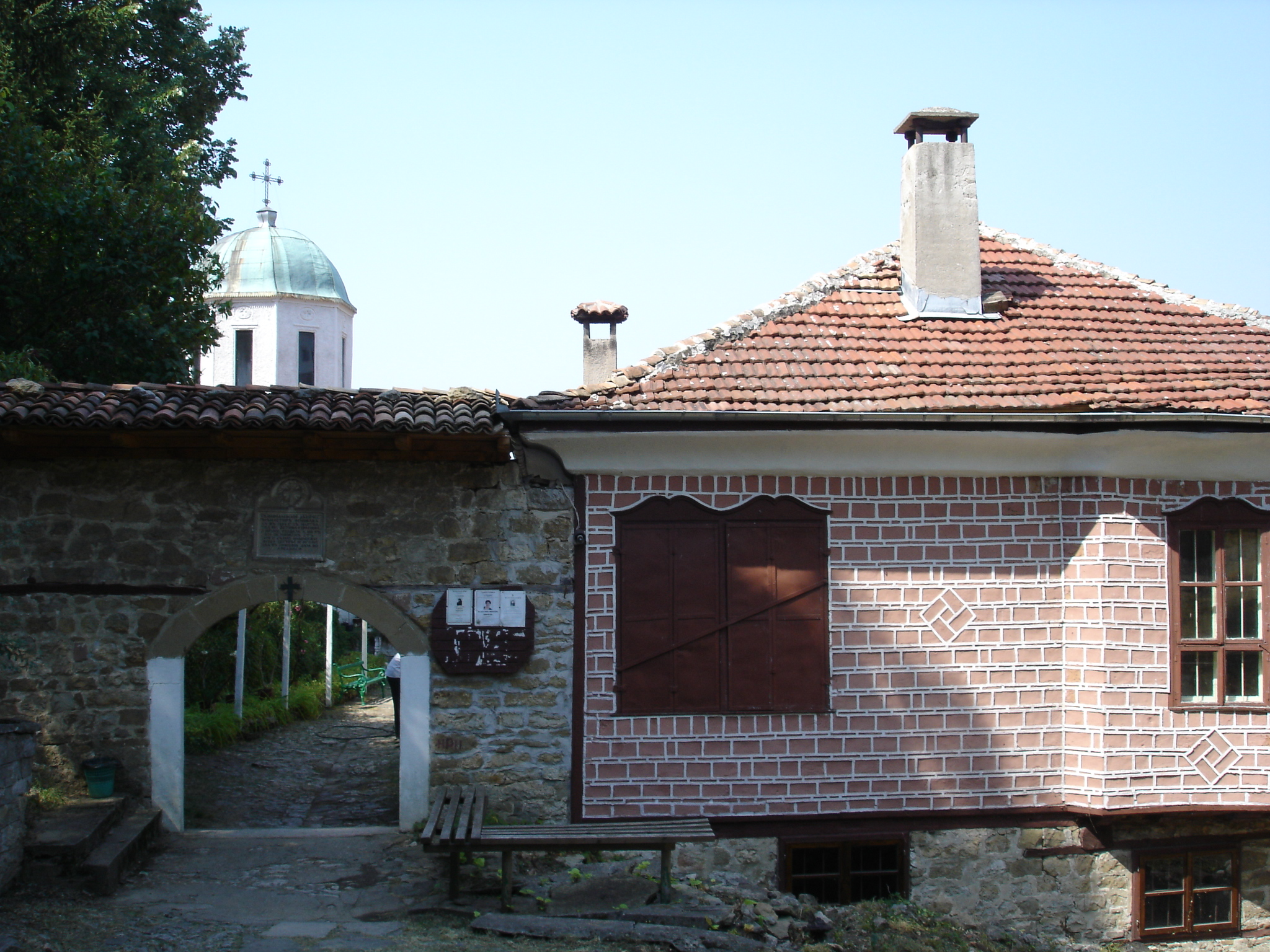
Le monastère "St. Nicholas"à Arbanassi

## Personnalités liées
- Vassil Iontchev (1916-1985), illustrateur et typographe bulgare y est né